# Gazebo
Paul Mazzolini  (n. 18 februarie 1960, Beirut, Liban), cunoscut sub numele de Gazebo, este un muzician italian. 

## Biografie
Mazzolini s-a născut în Beirut, Liban, fiul unui diplomat italian și al unei cântărețe americane. A început să ia lecții de chitară de la vârsta de 10 ani. Mai târziu, a înființat propria sa trupă de rock cu influențe de punk și jazz. În anul 1982, această trupă a fost remarcată de producătorul italian Paul Micioni. Tot în acest an s-a lansat primul său hit, Masterpiece, precum și numele de scenă "Gazebo".
În 1983, Gazebo a lansat cel mai cunoscut cântec al său, "I like Chopin", având linia melodică inspirată din compozițiile lui Frédéric Chopin. A fost vândut în întreaga lume în număr de 8 milioane de exemplare, și a ajuns pe locul 1 din topurile italiene, precum și în alte 15 țări. Apoi, a lansat următorul hit, "Lunatic", care a dat numele primului său album.
În 1997, Gazebo înființat prima sa casă de discuri, cu numele de "Softworks".
De atunci, Mazzolini a lansat mai multe hituri internaționale.

## Discografie

### Albume
- 1983 – Lunatic (Baby Records)
- 1984 – Telephone Mama (Baby Records)
- 1986 – Univision (Carosello)
- 1988 – The Rainbow Tales (Carosello)
- 1989 – Sweet Life (Carosello)
- 1991 – Scenes From The News Broadcast (Lunatic)
- 1994 – Portrait (Giungla-BMG Italy)
- 1997 – Viewpoint (Softworks)
- 2000 – Portrait & Viewpoint (Softworks)
- 2007 – Ladies! The Art Of Remixage (Softworks)
- 2008 – The Syndrone (Softworks)
  - 2013 – I Like ... Live! (Softworks)
  - 2015 – Reset (Softworks)
  - 2016 – Wet Wings (Softworks)
  - 2018 – Italo by Numbers (Softworks)

### Hituri
- "Masterpiece" (1982; No. 2 Italia, No. 35 Germania, No. 5 Elveția)
- "I Like Chopin" (1983; No. 1 Italia, No. 1 Germania, No. 1 Elveția, No. 7 Olanda, No. 1 Austria, No. 9 Japonia)
- "Lunatic" (1983; No. 3 Italia, No. 4 Germania, No. 6 Elveția, No. 13 Austria)
- "Gimmick!" (1983)
- "Love In Your eyes" (1983)
- "Telephone Mama" (1984; No. 10 Italia)
- "First!" (1984)
- "For Anita" (1985)
- "Trotsky Burger" (1986)
- "The Sun goes down on Milky Way" (1986)
- "Give me one day ... / Diamonds are forever" (1987)
- "Coincidence" (1988)
- "Dolce Vita" (1989)
- "Fire" (1991)
- "The 14 July" (1991)
- "I like Chopin 91" (remix) (1991)
- "Masterpiece 2K" (remix) (2000)
- "Tears For Galileo" (2006)
- "Ladies!" (2007)
- "Virtual Love" (2008)
- "Queen of Burlesque" (2011)

## Concerte în România
Gazebo a concertat pentru prima dată în România în aprilie 2009.  În noiembrie 2010, a fost invitat să cânte pe scena emisiunii ÎnTrecerea anilor, la TVR.